# 버블보블 4 프렌즈
《버블보블 4 프렌즈》(영어: Bubble Bobble 4 Friends, 일본어: バブルボブル 4 フレンズ, 약칭 BB4F)는 타이토에서 2019년에 출시한, 《버블보블》 시리즈의 네 번째 작품이다. 전작 《버블 메모리즈》에서 약 23년 만의 작품이며, 1986년에 출시된 원작 《버블보블》을 재현한 아케이드판과, 최대 4명의 협력 플레이가 가능한 프렌즈판이 수록되어 있다.
2020년 11월에 플레이스테이션 4용 업그레이드판인 《버블보블 4 프렌즈: 스컬 몬스타의 역습》이 출시되었고, 닌텐도 스위치용 버블보블 4 프렌즈도 온라인 업데이트를 통해 업데이트할 수 있게 되었다.